# Swallow Doretti
Der Swallow Doretti ist ein zweisitziges Sportcabriolet aus englischer Produktion, das vor allem für den US-amerikanischen Markt bestimmt war. Hersteller war die in Walsall, England, ansässige Swallow Coachbuilding Co.

## Entstehungsgeschichte
Swallow Coachbuilding wurde 1935 von William Lyons gegründet. Das Unternehmen war ein Vorläufer des britischen Sportwagenherstellers Jaguar. Neben Automobilkarosserien produzierte es auch Motorradbeiwagen (Side Cars). Nach dem Ende des Zweiten Weltkriegs verkaufte Lyons die Beiwagenproduktion an Helliwell Aircraft, ein Tochterunternehmen von Tube Investments. 1951 begann Tube die Planungen für die Aufnahme der Automobilproduktion. Ziel war es, einen kleinen Roadster zu bauen, der vor allem an der amerikanischen Westküste verkauft werden sollte. Die Firma Calsales in Kalifornien war von Beginn an in den Konzeptionsprozess eingebunden. Die Tochter des Inhabers von Calsales, Dorothy Dean, gab den Namen, der italienisiert wurde. Zwischen 1954 und 1955 entstanden 274 Serienmodelle und zwei Prototypen; einige zusätzliche Exemplare wurden nach Produktionsende aus verbliebenen Teilen montiert.

## Modellbeschreibung
Der Motor, das Getriebe und die Achsen stammten vom Triumph TR2. Es wurde ein größerer Rahmen verwendet, wodurch das Fahrzeug länger und breiter als der TR2 war. Die Karosserieaußenhaut bestand aus Aluminium. Sie wurde in Handarbeit bei Panelcraft Sheet Metal in Birmingham hergestellt.

## Markterfolg
Der Doretti war entgegen früheren Annahmen nicht überteuert. Der Preis lag oberhalb des Preises des TR2, ähnlich dem  Allard Palm Beach und dem Austin Healey 100/4 und war deutlich billiger als der AC Ace und Jaguar XK 120. Im Vergleich zum TR2 bot der Doretti eine deutlich umfangreichere Serienausstattung: Aluminiumkarosse, Klappverdeck, Heizung, Türklinken, breitere Spur an der Vorderachse ähnlich dem späteren TR4, Edelstahl-Fahrzeugrahmen, durch Längslenker geführte Hinterachse und Ledersitze.
Das Fahrzeug verkaufte sich insbesondere in Kalifornien und England sehr gut, wurde aber auch bis Australien exportiert. 1954 wurden mehr Swallow Doretti verkauft als AC Ace oder Allard Palm Beach. 
1955 wurde die Produktion nach nur 10 Monaten eingestellt, weil unter anderem Sir William Lyons, der Eigentümer von Jaguar, im Verkaufserfolg des Doretti ein Problem für den Vertrieb seiner Modelle sah und dem Mutterkonzern von Swallow Coachbuilding Co., Tube Investments, damit drohte, keine Aufträge mehr an Tube Investments zu vergeben, wenn man die Produktion des Doretti fortführe.